# EPOCH
『EPOCH』（エポック）は、RIP SLYMEの5枚目のアルバム。2006年11月29日発売。

## 概要
オリジナルアルバムとしては、『MASTERPIECE』以来約2年ぶりとなり、最長のリリース間隔である。また、自律神経失調症で休養していたFUMIYAの復帰後初のアルバムである。
くるりとのコラボレーションシングルである「ラヴぃ」は収録されているが、同じくくるりとコラボした「Juice」、布袋寅泰とコラボした「BATTLE FUNKASTIC」、映画「間宮兄弟」主題歌の「Hey,Brother」などは未収録となった。
初回限定盤のみ特典ステッカー付き、「RIP SLYME無料（タダ）武道館ライブII〜fromR〜」のチケットか「EPOCH」豪華ヘッドフォンが当たるシリアル・ナンバー付きの三面見開きパノラマ紙ジャケ仕様。

## 収録曲
1. EPOCH 〜intro〜
（作詞：RYO-Z, ILMARI, PES, SU　作曲：DJ FUMIYA）
表題曲。
2. ELEPHANT
（作詞：RYO-Z, ILMARI, PES, SU, Masao Yagi　作曲：DJ FUMIYA）
3. Hot chocolate
（作詞：RYO-Z, ILMARI, PES, SU　作曲：PES）
11thシングル。
4. ブロウ
（作詞：RYO-Z, ILMARI, PES, SU　作曲：DJ FUMIYA）
12thシングル。
5. Island
（作詞：RYO-Z, ILMARI, PES, SU　作曲：RIP SLYME / Hirotaka Mori）
6. パーリーピーポー (Hosted by Verbal)
（作詞：RYO-Z, ILMARI, PES, SU　作曲：DJ FUMIYA）
m-floのVERBALが参加している。
7. DIG DUG
（作詞：RYO-Z, ILMARI, PES, SU　作曲：DJ FUMIYA）
8. レッツゴー7〜8匹（feat. スチャダラパー）
（作詞：RYO-Z, ILMARI, PES, SU, BOSE, ANI　作曲：DJ FUMIYA）
スチャダラパーが参加している。
9. Break Beats ERA
（作曲：DJ FUMIYA）
インストゥメンタル曲
10. アゲインスト
（作詞：RYO-Z, ILMARI, PES, SU　作曲：DJ FUMIYA）
11. ラヴぃ
（作詞：RYO-Z, ILMARI, PES, SU　作曲：Shigeru Kishida）
“リップスライムとくるり”名義で発売したくるりとのコラボレーションシングル。
12. Present
（作詞：RYO-Z,ILMARI,PES,SU　作曲：PES）
13. LINDA
（作曲：DJ FUMIYA）
インストゥメンタル曲
14. Wonderful
（作詞：RYO-Z, ILMARI, PES, SU　作曲：DJ FUMIYA）
後に発売されたシングル「SPEED KING」に「Wonderful (CHRISTMAS CLASSIC version)」が収録されている。